# 웁살라 신전

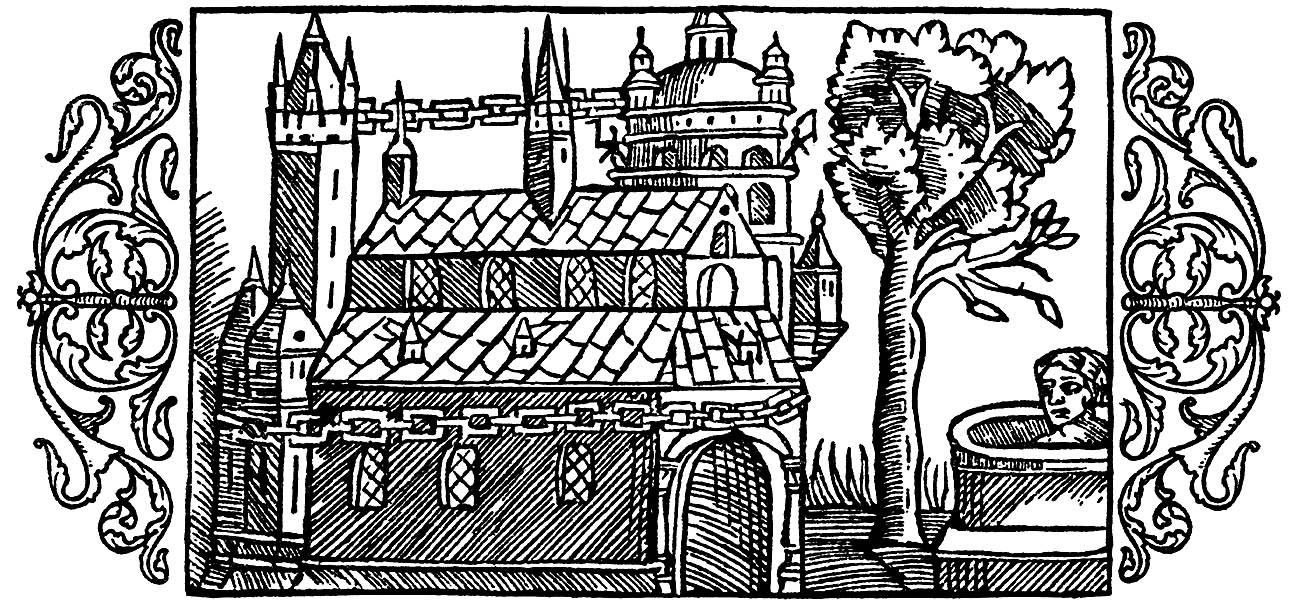
《함부르크 주교들의 사적》에 삽화로 삽입된 웁살라 신전을 그린 목판화.

웁살라 신전(스웨덴어: Uppsala tempel)은 오늘날의 스웨덴 감라웁살라에 있었다고 하는 고대 노르드 종교의 신앙 중심지이다.
11세기에 아담 폰 브레멘이 쓴 《함부르크 주교들의 사적》과 13세기에 스노리 스투를루손이 쓴 《헤임스크링글라》에 그 존재가 언급된다. 이 신전의 모습에 대한 여러 학설이 제기되고 고고학적 추적이 계속된 결과, 최근 많은 양의 목조 구조물들이 발굴되었으며 이는 웁살라가 인신공양을 비롯한 종교적 활동의 장소였다는 것을 지지하는 증거가 된다.